# Амвросий (Ермаков)
Митрополит Амвро́сий (в миру Вита́лий Анато́льевич Ермако́в; 15 июня 1970, село Лужки, Железногорский район, Курская область) — архиерей Русской православной церкви, митрополит Тверской и Кашинский, глава Тверской митрополии, председатель Синодальной Богослужебной комиссии с 16 мая 2023 года.

## Биография

### Образование и начало церковного служения
Родился 15 июня 1970 года в селе Лужки Железногорского района Курской области в семье рабочих; русский.
С 1982 года нёс послушания в храмах Курской и Орловской епархий. По окончании средней школы был призван в ряды Советской армии. После армии поступил в Московскую духовную семинарию.
7 апреля 1994 года ректором Московской духовной академии и семинарии епископом Дмитровским Филаретом (Карагодиным) в Троицком соборе Троице-Сергиевой лавры пострижен в монашество с именем Амвросий в честь преподобного Амвросия Оптинского (день тезоименитства 23 октября по н. с.).
29 мая 1994 года в Покровском академическом храме Троице-Сергиевой лавры епископом Дмитровским Филаретом рукоположён в сан иеродиакона.
В сентябре 1994 года назначен регентом вновь образованного академического хора студентов семинарии и академии.
8 октября 1994 года, в день памяти преподобного Сергия Радонежского, в Покровском академическом храме Троице-Сергиевой лавры епископом Пинским и Лунинецким Стефаном (Корзуном) рукоположён в сан иеромонаха.
В июне 1995 года окончил семинарию и в августе того же года был зачислен на 1-й курс академии. В июне 1999 года окончил академию со степенью кандидата богословия, защитив диссертацию по кафедре патрологии на тему «Сотериология святого Иоанна Златоуста». После окончания Московской духовной академии оставлен в духовных школах преподавателем и регентом академического хора.
В августе 2000 года распоряжением Патриарха Московского и всея Руси Алексия II назначен проректором пастырских курсов, преобразованных впоследствии в Сретенскую духовную семинарию, при Сретенском монастыре в Москве и определён в братство обители. Пребывая в Сретенском монастыре, исполнял послушание благочинного монастыря и регента праздничного монастырского хора. По воспоминаниям архимандрита Тихона (Шевкунова), «Его деятельность стала для нас большим подспорьем, потому что из насельников Сретенского монастыря никто „очно“ в духовной школе не учился. У многих было светское высшее образование, а вот специфику внутреннего устройства семинарии мы знали недостаточно. Отец Амвросий много потрудился, привнес в наше совсем юное тогда учебное заведение все самое лучшее, что накопил за годы жизни в духовных школах».
В 2003 году прошёл обучение в Российской Академии народного хозяйства и государственной службы при Президенте Российской Федерации по программе «Основы государственно-церковных отношений».
3 июня 2004 года, архиепископом Орехово-Зуевским Алексием (Фроловым), по благословению Патриарха Московского и всея Руси Алексия II в соборном храме Сретенского монастыря возведён в сан игумена.

### Архиерейство
24 декабря 2004 года решением Священного синода по рапорту архиепископа Кемеровского Софрония (Будько) определён быть епископом Прокопьевским, викарием Кемеровской епархии.
28 декабря 2004 года, в день памяти священномученика Илариона, архиепископа Верейского, в соборном храме Сретенского монастыря патриархом Московским и всея Руси Алексием II возведён в сан архимандрита.
26 марта 2005 года за литургией в храме Христа Спасителя патриархом Алексием II совершена его хиротония во епископа.
Решением Священного синода от 19 июля 2006 года назначен викарием Московской епархии, епископом Бронницким; на том же заседании Синода почислен на покой правящий архиерей Кемеровский епархии Софроний (Будько).
Указом патриарха Алексия от 26 июля 2006 назначен настоятелем московского храма Рождества Иоанна Предтечи на Пресне.
Решением Священного синода от 6 октября 2008 года назначен епископом Гатчинским, викарием Санкт-Петербургской епархии, ректором Санкт-Петербургских духовных школ. 25 октября вступил в должность ректора Санкт-Петербургских духовных школ.
Решением Священного синода от 12 марта 2013 года определено иметь титул «Петергофский».
1 февраля 2014 года, в день пятилетия со дня интронизации патриарха Московского и всея Руси Кирилла, за литургией в храме Христа Спасителя патриархом возведён в сан архиепископа.
Как писала газета «Фонтанка», запомнился петербургской пастве своим исключительно миролюбивым слогом. В разгар конфликта между музейщиками и православными вокруг Исаакиевского собора, смог сбавить накал, извинившись за «тех, кто был не сдержан в словах и эмоциях», а также призвал не воздвигать стен «между собой и другими».
6 октября 2017 года решением Священного синода (журнал № 86) была сформирована рабочая группа по сотрудничеству Русской православной церкви с Евангелическо-лютеранской церковью Финляндии, сопредседателем которой со стороны Русской православной церкви был определён архиепископ Петергофский Амвросий как ректор Санкт-Петербургской духовной академии.
14 июля 2018 года решением Священного синода освобождён от должности ректора Санкт-Петербургских духовных школ и назначен ректором Московской духовных академии и семинарии, определён быть викарием патриарха Московского и всея Руси.
7 ноября 2018 года по прибытии в Киев для участия в торжествах Киевской духовной академии был задержан на пропускном пункте аэропорта и выдворен с территории Украины. Отдел внешних церковных связей Московского патриархата по межправославным отношениям назвал инцидент следствием гипертрофированной шпиономании и «плодом недавних антиканонических решений Константинополя». Государственная пограничная служба Украины пояснила, что она «выполнила поручение одного из украинских правоохранительных органов о том, что данное лицо не может быть допущено на территорию Украины».
4 апреля 2019 года решением Священного синода в связи с изменением места служения освобождён от сопредседательства в рабочей группе по сотрудничеству Русской православной церкви с Евангелическо-лютеранской церковью Финляндии.
9 июля 2019 года решением Священного синода назначен временно исполняющим обязанности ректора Сретенской духовной семинарии. Возглавил созданную тогда же комиссию для «изучения возможности оптимизации образовательного процесса в указанных духовных школах и повышения уровня координации их научно-педагогической деятельности». По поводу принятого решения он написал: «На данном этапе духовное образование в МДА находится не на том уровне, на котором оно должно быть в главной академии Русской православной церкви». Одна из причин, по словам архиепископа Амвросия, «и немаловажная» — удалённость от столицы, эта причина «влечёт за собой массу других». В будущем Московская духовная академия призвана стать «современным богословским центром православного мира».
30 августа 2019 года решением Священного синода освобождён от должности ректора Московской духовной семинарии и назначен наместником Сретенского монастыря в Москве и ректором Сретенской духовной семинарии.
25 августа 2020 года решением Священного синода назначен архиепископом Тверским и Кашинским, главой Тверской митрополии, с освобождением от должности наместника Сретенского ставропигиального монастыря и ректора Сретенской духовной семинарии.
28 августа 2020 года за Литургией в Храме Христа Спасителя в Москве Патриархом Кириллом возведён в сан митрополита.
29 августа 2020 года прибыл на тверскую землю. Вечером того же дня совершил первую службу как глава Тверской митрополии. 20 ноября 2020 года утверждён в должности священноархимандрита мужского монастыря Нило-Столобенская пустынь острова Столобного Осташковского городского округа Тверской области и Свято-Успенского Старицкого мужского монастыря города Старицы Тверской области.
С 20 ноября 2020 года — председатель Церковно-общественного совета при патриархе Московском и всея Руси по развитию русского церковного пения.
С 8 декабря 2020 года является членом комиссии Межсоборного присутствия по богословию и богословскому образованию.
29 декабря 2021 года в Актовом зале Духовной школы Учёный совет и Общее собрание преподавателей присвоили ему звание «Почётный член СПбДА».
16 мая 2023 года решением Священного Синода назначен на должность председателя Синодальной богослужебной комиссии.
С 25 июля по 24 октября 2024 года, согласно решениям Священного Синода, исполнял обязанности временно управляющего Бежецкой Епархии.
С 20 марта 2025 года решением Священного синода назначен временно управляющим Ржевской епархией.

## Награды

### Государственные
- Орден Дружбы (13 октября 2014) — за достигнутые трудовые успехи, активную общественную деятельность и многолетнюю добросовестную работу[33];
- Благодарность президента Российской Федерации (18 апреля 2012) — за большой вклад в реализацию мероприятий по восстановлению кронштадтского Морского собора во имя святителя Николая Чудотворца[34].

### Церковные
- Памятная медаль «1020-летие Крещения Руси» (27 июня 2008)
- Юбилейная медаль «15 лет Кемеровской и Новокузнецкой епархии» (21 октября 2011)
- Орден священномученика Исидора Юрьевского III ст. Эстонской Православной Церкви (2 декабря 2011)[35]
- Орден преподобного Андрея Рублева II степени (19 апреля 2012)[36]
- Юбилейная медаль Русской Православной Церкви «В память 200-летия победы в Отечественной войне 1812 года» (9 сентября 2012)
- Серебряная медаль святого апостола Петра (14 декабря 2012, Санкт-Петербургская митрополия)
- Крест святого апостола Павла Элладской православной церкви (29 июня 2013)[37]
- Патриарший знак «700-летие преподобного Сергия Радонежского» (18 июля 2014)
- Юбилейная медаль Русской Православной Церкви «В память 1000-летия преставления равноапостольного великого князя Владимира» (1 февраля 2015)
- Медаль Санкт-Петербургской Духовной Академии святого апостола и евангелиста Иоанна Богослова I степени (28 декабря 2016)[38]
- Медаль Рязанской Митрополии святителя Феофана Затворника I степени (21 июня 2017)[39]
- Орден Святителя Макария, митрополита Московского III степени (15 июня 2020)[40]
- Медаль Московской духовной академии «За труды и заслуги» (2020)
- Почётный член Санкт-Петербургской духовной академии, 29 декабря 2021 года
- Почетный член Московской духовной академии, 14 октября 2022 года[41]

## Публикации
статьи
- Учение об Иисусовой молитве по трудам святителя Феофана Затворника // Церковь и время. 2005. — № 1 (30). — С. 126—141.
- Из поучений Святителя Иоанна Златоуста // Помоги, Господи, изжить гордыню / сост. свящ. Виктор Гусев. — М. : Сибирская благозвонница, 2007. — 208 с. — С. 73-75
- Методы борьбы с помыслами и критерии их различения в русской аскетической традиции // Церковь и время. — 2009. — № 4 (49). — С. 106—128
- Септуагинта и новозаветные Писания: формирование богословского языка ранней Церкви в иудео-эллинистическом контексте // Кафедра библеистики Санкт-Петербургской православной духовной академии, 19.10.2013
- «Ректор — ректору». Современный взгляд на личность архиепископа Михаила // Архиепископ Михаил (Мудьюгин) в воспоминаниях и размышлениях. Материалы конференции, посвященной 100-летию со дня рождения архиепископа Михаила (Мудьюгина) 1912—2000. / Под редакцией свящ. К. Костромина и Д. В. Волужкова — Санкт-Петербургская православная духовная академия, 2014. — С. 9-15
- Экклезиология документа «Отношения Православной Церкви с остальным христианским миром» в свете святоотеческого учения о Церкви и её миссии // Христианское чтение. — 2016. — № 6. — С. 31—42.

книги
- Святитель Иоанн Златоуст : Учение о спасении. — М.: Русскiй Хронографъ, 2003. — 223 с. — ISBN 5-87468-045-2.
- Введение в аскетику: учебник. — Санкт-Петербург: СПбПДА, 2017. — 263 с. — ISBN 978-5-906627-40-7. (в соавторстве со священником Михаилом Легеевым)
- Расширяя границы сердца. — СПб.: Издательство СПбПДА, 2018. — 192 с. — ISBN 978-5-906627-53-7.
  - Померање граница срца / са руског превео епископ моравички Антоније (Пантелић). — Православац, 2019. — 204 с. — ISBN 978-86-84429-32-4.
- Таинство прекрасных дел. — М.: Сретенский ставропигиальный мужской монастырь, 2020. — 256 с. — ISBN 978-5-7533-1637-0.
- Амвросий, митрополит Тверской и Кашинский. Вглядываясь в Лик Христа. Евангелие как приглашение к радости. — М.: Никея, 2021. — 304 с. — ISBN 978-5-907457-02-7.
- Ответ священника. Слова любви, надежды и веры. — М.: Эксмо, 2021. — 320 с. — ISBN 978-5-04-118198-7.
- На пути в Отчий дом. Спасительное пространство Церкви. — М.: Никея, 2022. — 144 с. — ISBN 978-5-907628-88-5.

интервью
- Епископ Бронницкий Амвросий: «Храм Рождества Иоанна Предтечи на Пресне нуждается в любви и заботе». Интервью с епископом Амвросием на сайте МП — 7 июля 2007 г.
- Интервью с епископом Гатчинским Амвросием: «В своей судьбе я вижу чудо» // «Патриархия.Ru», 5 октября 2011 г.
- «О религиозно-образовательном и катехизическом служении в Русской Православной Церкви». Комментарий епископа Гатчинского Амвросия // patriarchia.ru, 29 февраля 2012
- Мы пока ещё слишком далеки от людей, чтобы нам доверяли — архиепископ Верейский Амвросий о главных проблемах пастырства в современном мире // priest.today, 22 января 2019
- Архиепископ Верейский Амвросий: «Из студентов, которые потрепали мне нервы, получились отличные священники» // pravmir.ru, 3 апреля 2019 года